# Turisztikai termék
A turisztikai termék fogalma tágabb értelemben lényegében megegyezik a komplex turisztikai kínálattal, tehát azoknak a szolgáltatásoknak az összességét tartalmazza, amelyeket a turisták igénybe vesznek. A turisztikai termék elsősorban az alapfeltételeken (a közlekedés, elszállásolás, étkezés,) kívüli szolgáltatásokat öleli fel, amelyek a turisztikai vonzerőt fokozzák, a fogadóképességet bővítik és költésre serkentenek. Másként megfogalmazva, a turisztikai termék körébe elsődlegesen azok a kínálati elemek tartoznak, amelyek a kínálat egyediségét hordozzák. A turisztikai termék lehet egyetlen, vagy néhány szolgáltatás, vagy lehet az otthonától távol lévő turista igényeinek összességét kielégítő szolgáltatáshalmaz.

## A turisztikai termék főbb alkotói
- a vonzerő vagy attrakció
- a megközelítési lehetőség vagy közlekedés
- a szállás
- az étkezés
- a szórakozás és egyéb szolgáltatások
- a biztonság
- a fogadóterület lakosságának vendégszeretete
- a turizmus szervezetei
- a szolgáltatások árai